# 天生绝配 (泰国电视剧)
《天生绝配》是由皮拉瓦·山坡提拉、瓦拉妮·塔瓦翁主演的泰国电视剧。该剧于2018年7月29日在泰国首播。

## 演員表
- 皮拉瓦·山坡提拉 飾 Mint(明特)
- 瓦拉妮·塔瓦翁 飾 Bebe(貝貝)
- 那瓦·蓬朴提岸 飾 Bo
- 娜拉·帖努啪 飾 Bambam

## 原聲帶
- 主題曲：越是拒绝越是爱你 (gmm music)
- 片尾曲：門 空氣 好時光 (gmm music)

## 外部連結
- 豆瓣电影上《天生绝配》的資料 （简体中文）（页面存档备份，存于）